# Manbij-distriktet
Manbij-distriktet (arabiska: منطقة منبج, manṭiqat Manbiǧ) är ett distrikt i Syrien. Det ligger i provinsen Aleppo, i den centrala delen av landet och 300 km nordost om huvudstaden Damaskus. Antalet invånare är 408 143, varav en fjärdedel bor i centralorten Manbij.
Trakten runt Manbij-distriktet består till största delen av jordbruksmark. Runt Manbij District är det ganska tätbefolkat, med 86 invånare per kvadratkilometer.